# Ropalidia semihyalineata
Ropalidia semihyalineata är en getingart som först beskrevs av Meade-waldo 1912.
Ropalidia semihyalineata ingår i släktet Ropalidia och familjen getingar. Inga underarter finns listade i Catalogue of Life.